# Abborragölen (Ronneby socken, Blekinge)
Abborragölen är en sjö i Ronneby kommun i Blekinge och ingår i Vierydsåns huvudavrinningsområde.